# Guillaume Imbert
Pour les articles homonymes, voir Imbert.
Guillaume Imbert de Boudeaux, né à Limoges en 1744, mort à Paris le 19 mai 1803, est un homme de lettres français qui fait paraître des recueils périodiques qui par trois font, le font mettre à la Bastille. Fils d'une famille bourgeoise limougeaude, il annexa le nom d'une propriété familiale située Boudeau -  orthographiée Boudeaux -  à son nom.

## Éléments biographiques
Sa famille ayant forcé Imbert à entrer dans l’ordre des Bénédictins à quinze ans, celui-ci ne cesse de protester contre cette violence. Il demeure cependant durant plus de dix ans au monastère de Clermont. En juillet 1770, il obtient un premier jugement favorable du Parlement de Paris qui lui permet de quitter son couvent et de vivre à Paris, mais avec comme condition de résider temporairement au monastère des Religieux Carmes de la rue des Billettes. Il se livre alors à ses goûts pour la critique politique et littéraire. Il collectionne les pamphlets les plus virulents contre la religion et apprend même l'anglais pour lire les nombreux ouvrages publiés dans cette langue contre le catholicisme. Grâce à son libraire Barrois ou à ses relations avec un avocat parlementaire du nom de Levasseur, il est souvent impliqué dans des enquêtes sur la révocation de ses vœux. Peut-être que son statut de candidat défroqué lui a valu une certaine réputation auprès des esprits libres. Il fréquente le salon de madame Geoffrin, où il rencontre La Lande, d'Alembert et l'académicien Mairan, un ami de Voltaire. Comme beaucoup d'autres déclassés, il semble avoir été enrôlé parmi les espions du lieutenant général de Police. Mais ses fréquentations semblent douteuses et ses relations suspectes : le 7 octobre 1772, son ami Levasseur, avocat au Parlement est arrêté et emmené à la Bastille, accusé de "mauvais propos contre le gouvernement et distribution de brochures sur les affaires présentes" ; un mois plus tard, Imbert, est à son tour écroué dans la vieille forteresse royale. Dans sa cellule aux Carmes-Billettes, on trouve une malle remplie de brochures et de pamphlets anti-religieux. Il n'y demeure que six semaines, mais un an plus tard, il y retourne. À son retour de Bruxelles en 1782 , il est arrêté avec son frère Jean-Baptiste dit Imbert de Villebon, pour fabrication de pamphlets scandaleux qu'ils introduisent frauduleusement en France avec la complicité de  Jacquet de la Douai.
Redoutant de nouveaux emprisonnements, Imbert émigre en Prusse rhénane, à Neuwied, où il collabore à la publication de la Correspondance littéraire secrète de Metra. En 1783, il se lance dans une entreprise éditoriale individuelle, La Chronique Scandaleuse, ou « pot-pourri » de vieilles anecdotes ».
Il revint vers 1790 en France, il se montre chaud partisan de la Révolution. En 1792, gagnant Limoges et s'y fait élire officier municipal. Membre actif du Club des Jacobins et de la municipalité, il occupe plusieurs postes administratifs dans sa ville natale. Il est nommé commissaire de la poste aux lettres et de la maison de la Règle, ainsi que directeur des spectacles et organisateur des fêtes publiques. Malgré des accusations de faux-patriotisme et de corruption, il est destitué puis rétabli dans ses fonctions. Après la chute de Robespierre, il est emprisonné à Limoges et se retire de la vie publique après sa libération. Passionné par le théâtre populaire, il continue de s'investir dans ce domaine jusqu'à sa mort à Paris en 1803.

## Publications
- État présent de l’Espagne et de la Nation espagnole, trad, de l’anglais, de Clarke, 1770, 2 vol. in-12 ;Ce livre fut défendu en France et en Espagne, dès sa parution.
- Dissertation sur l’Origine de l’Imprimerie en Angleterre, trad. de l’anglais de Conyers Middleton, Londres et Paris, 1775, in-8° ;L’auteur y établit que Caxton apporta le premier à Westminster les procédés de cet art, et repousse l’opinion qui place le berceau de l’imprimerie anglaise à Oxford, où elle aurait été introduite par un étranger.
- Correspondance littéraire secrète, publiée chaque semaine, du 4 juin 1774 à octobre 1785 ;Une grande partie de ces feuilles hebdomadaires a été réimprimée sous la rubrique de Londres, de 1787 à 1790, en 18 vol. in-12 et continuées à Neuwied jusqu’au 7 mars 1793 par Beaunoir
- La Philosophie de la Guerre, extrait des Mémoires du général Henry Lloyd, trad. par un officier français (Romance, marquis de Mesmon) ; 1790, in-12 ;
- Anecdotes du dix-huitième siècle, Londres, 1783-1785, 2 vol. in-8° ;Imbert eut plusieurs collaborateurs pour cet ouvrage.
- La Chronique scandaleuse, ou mémoires pour servir à l’histoire des mœurs de la génération présente, Paris, 1783, in-12; 1785, 2 vol. in-12 ; 1788 et 1791, 5 vol. in-12 ;
- Mémoire politique et militaire sur la Défense et l’Invasion de la Grande-Bretagne, trad, de l’anglais du général H. Lloyd, Limoges et Paris, an IX, in-8°, avec carte et plan ;Cet ouvrage fut réfuté par le général Jacques-François-Louis Grobert, dans ses Observations sur le Mémoire du général Lloyd concernant l’Invasion et la Défense de la Grande-Bretagne, Paris, 1803, in-8°. Une réplique d’Imbert fut défendue par le gouvernement.

## Source
- Jean Chrétien Ferdinand Hoefer, Nouvelle biographie générale, t. XXV, Paris, Firmin-Didot, 1855, p. 826.
- Laurent Bourdelas, Du pays et de l'exil. Un abécédaire de la littérature du Limousin, Les Ardents Editeurs, 2008.
- Alfred Fray-Fournier, Bibliographie de l'histoire de la Révolution dans le département de la Haute-Vienne, Limoges, 1892.